# Юламаново (Башкортостан)
Юлама́ново (баш. Юламан) — деревня в Аургазинском районе Республики Башкортостан Российской Федерации. Входит в состав Толбазинского сельсовета.

## География

### Географическое положение
Расстояние до:
- районного центра (Толбазы): 4 км,
- ближайшей ж/д станции (Белое Озеро): 34 км.

## История
Бывший административный центр Юламановского сельсовета, существовавшего в 1993—2008 годах.

## Население
| 2002 | 2009 | 2010 |
| ---- | ---- | ---- |
| 488  | ↘274 | ↗407 |

Национальный состав
Согласно переписи 2002 года, преобладающая национальность — чуваши (95 %).

## Религия
В селе есть православная церковь иконы Божией Матери «Всеблаженная».

## Известные уроженцы
- Александр Сергеевич Савельев-Сас (26 сентября 1932 года — 12 июня 2021) — чувашский педагог, поэт, писатель.